# Brendon Urie
Brendon Boyd Urie, född 12 april 1987 i Las Vegas, Nevada, är huvudsångare, gitarrist, pianist och singer-songwriter i bandet Panic! at the Disco.

## Biografi
Brendon är den yngsta av fem barn. Familjen var under uppväxten mormoner. När Brendon var 15 år började han i Palo Verde High School i området Summerlin i Las Vegas.
När han var 17 år så började han repa i Panic! at the Disco för första gången. Det var under en gitarrlektion i Palo Verde High School som Brendon mötte Brent Wilson, som i sin tur redan hade bildat bandet Panic! at the Disco. Brent Wilson frågade Brendon Urie om han ville vara tillfällig gitarrist för bandet då de letade efter en riktig gitarrist. Just då var låtskrivaren  Ryan Ross, Panic at the Discos huvudsångare men detta förändras då bandet märkte att Brendon kunde sjunga, då han agerade som backupsångare under träningen. 
Bandet tyckte att hans röst passade bra vilket resulterade i att Brendon blev huvudsångare istället.
I och med att Brendon blev huvudsångare i Panic at the Disco så la han ner så mycket arbete i bandet att han var nära att inte få godkänt i alla ämnen för att ta studenten. Men till slut lyckades han och samtidigt uppmanade Brendons föräldrar honom att börja studera vid universitetet. Detta gick dock emot Brendons önskningar då han ville lägga ner tid på bandet. Brendon blev därför uppmanad att flytta hemifrån eftersom han hade sagt emot sina föräldrar. Hans föräldrar trodde inte på att han skulle få någon framtid med Panic at the Disco och Brendon flyttade ut och skaffade ett jobb vid den lokala Smoothie Hut för att försörja sig. 
Efter ett tag såg Brendons pappa deras stora show i Las Vegas, Nevada. Sedan dess har hans föräldrar stöttat Brendon och Panic at the Disco. Ett par månader senare började Panic at the Disco bli kända och få fler fans.
I juli 2009 meddelade Panic at the Disco att två av bandmedlemmarna, Ryan Ross och Jon Walker, skulle lämna bandet och gå sin egen väg. De bildade The Young Veins medan Brendon och Spencer Smith fortsatte tillsammans och behöll namnet Panic at the Disco. De tog även tillbaka utropstecknet i Panic som de hette under de första åren. Det nya Panic! at the Discos första singel hette "New Perspective". 2015 meddelades dock att även Spencer skulle lämna bandet. Så kvar var Brendon som fortsatte med bandet.

## Privatliv
Brendon har tidigare haft ett förhållande med fotomodellen Audrey Kitching, men hans nuvarande fru heter Sarah Urie (innan Orzechowski) och de gifte sig den 28 april 2013.